# Каврепаланчок
Област Каврепаланчок е част от анчол Багмати в Непал, с площ от 1396 км2 и население 381 937 души (2011). Административен център е град Дхуликхел.